# John Steffensen
John Steffensen, född 30 augusti 1982, är en australiensisk friidrottare, specialiserad på 200 och 400 meter löpning. 
Hans personbästa är 20,88 sekunder (200 meter) och 44,73 sekunder (400 meter). Han deltog i det australiensiska laget som tog silver på 4 x 400 meter vid OS i Aten 2004. Vid VM i friidrott 2005 kom han sist i finalen på 400 meter med tiden 45,45. Vid Samväldesspelen 2006 tog han guld på 400 meter med tiden 44,73 och med stafettlaget på 4 x 400 meter.
Vid både VM 2007 och 2009 blev han utslagen i semifinalen på 400 meter. Han ingick även tillsammans med Ben Offereins, Sean Wroe och Tristan Thomas i Australiens stafettlag på 4 x 400 meter vid VM 2009 som blev bronsmedaljörer.

## Personliga rekord
- 400 meter - 44,73 från 2006